# Eledone gaucha
Eledone gaucha ist ein kleiner Kopffüßer aus der Familie der Echten Kraken (Octopodidae). Er lebt an der Küste Brasiliens. Erstmals beschrieben wurde die Art von Manuel Haimovici im Jahr 1988.

## Etymologie
Der Name "gaucha" leitet sich von den Küstenebenen des südlichen Brasilien, Argentinien und Uruguay und deren Menschen ab.

## Merkmale

### Anatomie
Eledone gaucha hat eine Mantellänge von 65 Millimetern, wobei die Weibchen etwas kleiner sind.
Der Mantel hat eine längliche und eiförmige Form. Die Haut ist nicht besonders dick. Zwischen Mantel und Kopfverengung ist eine Trennung erkennbar. Der Kopf ist schmaler als der Mantel. Die Augen treten leicht hervor. 
Eledone gaucha besitzt einen gut ausgebildeten Schlund, wobei die vorderen Speicheldrüsen kleiner sind als die hinteren. Die Speiseröhre ist mit einem gut entwickelten Kropf verbunden und führt zu dem muskulösen Bauch. Der kleine spiralförmige Blinddarm ist durch zwei Übergänge mit der großen Verdauungsdrüse vereint. Der Darm ist verhältnismäßig dünn und führt zu dem Anus benachbarten Tintenbeutel. Die Oberfläche des Tintenbeutels ist in die Verdauungsdrüse eingebettet. Das Trichterorgan ist lang und W-förmig und liegt an der vorderen Hälfte frei. Die Radula besitzt einen großen, dreispitzigen Mittelzahn, genannt Rhachis, drei Seitenzähne und eine Randplatte. Die Kiemen sind in 7–10 externen Hemibranchen aufgeteilt. Hemibranchen sind Kiemen, die nur auf einer Seite Lamellen aufweisen. Bei Männchen kommen am häufigsten acht vor, bei Weibchen hingegen neun.
Die Velarhaut verläuft tief und reicht bis auf mehr als die Hälfte der Armlänge hinunter. Zwischen den dorsalen und ventralen Armpaaren ist sie weniger tief ausgebildet. Eledone gaucha besitzt an jedem Tentakel eine einzelne Reihe von Saugnäpfen. Diese sind klein, von gleichmäßiger Größe, gut sichtbar voneinander getrennt und reichen tief bis zum Kopf. Bei Weibchen wirken die Saugnäpfe an den Tentakelspitzen überhäuft. Männliche Tiere haben Tentakeln in unterschiedlichen Formen, wobei der dritte rechte Arm den Hectocotylus bildet. Die Ligula ist klein und besitzt keinen differenzierten Calmus. An den Spitzen der nicht-hectocotylen Armen enden die Saugnäpfe in zwei Reihen aus fleischigen Papillen oder Lamellen.

### Aussehen
Die Farbe von lebenden Tieren variiert: Manche sind einheitlich braun, andere im dorsalen Bereich fast rein weiß und auf der ventralen Seite farblos. Die Körperoberfläche ist glatt. Auf der Rückseite des Mantels und des Kopfes befinden sich jedoch warzenartige Gebilde, genannt Papillen. Auch auf den nicht-hectocotylen Armen befinden sich jeweils zwei Reihen winziger Papillen.
In Alkohol eingelegte Tiere verfärben sich auf der Rückseite violettgrau und auf der ventralen Seite hellgelb.
Wie alle Echten Kraken kann Eledone gaucha sein Aussehen der Umgebung anpassen. Diese Tarnung beruht auf einer Kombination aus verschiedenen Chromatophoren und einer Veränderung der Hauttextur. Auf der Innenfläche der Tentakeln, dem Mund und dem ventralen Mantel befinden sich weniger Chromatophoren als auf dem Rest des Körpers.

## Lebensweise

### Ernährung
Eledone gaucha ernährt sich von kleinen Fischen, Krabben, Hummerartigen und Weichtieren.

### Lebensraum
Die Art wurde bislang ausschließlich an den Küsten des brasilianischen Bundesstaates Rio Grande do Sul zwischen Solidão und Chuí nachgewiesen. Eledone gaucha lebt in einer Tiefe zwischen 52 und 140 Metern unter dem Meeresspiegel.

### Fortpflanzung
Die Männchen besitzen einen langen, röhrenförmigen Penis mit recht kurzem Divertikel, mit dem die Männchen Spermienhaufen bilden, sogenannte Spermatophoren. Diese werden mit einem speziellen Tentakel, dem Hectocotylus, an das Weibchen übertragen. Die Anzahl der Spermatophoren ist undifferenziert. In Proben von 40 geschlechtsreifen Männchen unterschieden sie sich in der Anzahl zwischen 7 und 92. Die Weibchen besitzen einen langen, proximalen Eileiter mit kleinen Eileiterdrüsen. Der distale Eileiter ist etwas kürzer und dicker. Die im Eierstock befindlichen Eier sind oval. Die reifen Eizellen haben eine Maximallänge von acht Millimetern. Bei Untersuchungen von 42 weiblichen Tieren entwickelten sich 10–55 Eier.